# GO GOES ON!〜HIROMI IN U.S.A〜
『GO GOES ON!〜HIROMI IN U.S.A〜』（ゴー・ゴーズ・オン・ヒロミ・イン・ユー・エス・エー）は、日本のアイドル歌手・郷ひろみが1976年8月21日と同年9月21日にCBS・ソニーから発売した2枚目と3枚目のライブアルバムである。

## 内容
前作『ベスト・オブ・ベスト 郷ひろみのすべて』から2ヶ月ぶり、ライブアルバムとしては『HIROMI ON STAGE〜よろしく哀愁〜』から約1年8ヶ月ぶりの作品。
アメリカ合衆国・カリフォルニア州ロサンゼルスのスコティッシュ・ライト・オーディトリアムにて開催された自身初の海外ワンマンライブの音源が収録されており、Part1はカバー曲、Part2はオリジナル曲で構成されている。
　

## Part1

### 収録曲
1. ジュリー・モーニング
ユーライア・ヒープの同名曲のカバー。
2. 葬送〜血まみれの恋はおしまい
エルトン・ジョンの同名曲のカバー。
3. ストーン・コールド・クレイジー
クイーンの同名曲のカバー。
4. アメリカン・ウーマン
ゲス・フーの同名曲のカバー。
5. スーパー・ヒーローズ
6. プリーズ・ミスター・ポストマン
マーヴェレッツの同名曲のカバー。
7. クロコダイル・ロック
エルトン・ジョンの同名曲のカバー。
8. さくらさくら
日本の歌曲のカバー。
9. ジャンバラヤ
ハンク・ウィリアムズの同名曲のカバー。
10. ハロー・メリー・ルー
リッキー・ネルソンの同名曲のカバー。
11. ユー・アー・マイ・サンシャイン
アメリカのポピュラー音楽のカバー。
12. 君の友だち
キャロル・キングの同名曲のカバー。
13. 兄弟の誓い
ホリーズの同名曲のカバー。

## Part2

### 収録曲
1. サタデー・ナイト
ベイ・シティ・ローラーズの同名曲のカバー。
2. 裸のビーナス
3. モナリザの秘密
4. 花とみつばち
5. よろしく哀愁
6. 逢えるかもしれない
7. パピーラブ
8. バイ・バイ・ベイビー
9. 20才の微熱
10. 恋の弱味

## 参加ミュージシャン
- 郷ひろみ：Vocal、和太鼓

SUPER JETS
- 山本雅史：Keyboards
- 鈴木匠：Guitar
- 森安秀人：Bass
- 長澤悟：Drums
- マーク・スティーヴンス：Percussion
- ダルトン・スミス：Trumpet
- ボブ・フィンドリー：Trumpet
- ジャック・レッドモンド：Trombone
- チャールズ・オーウェンズ：Sax
- ジョン・ミッチェル：Sax
- 伊集加代：Background Vocals
- 梅垣道子：Background Vocals
- 若子内悦郎：Background Vocals
- 井上実：Background Vocals